# カミングアウトデー
カミングアウトデー、国際カミングアウトデー（こくさいカミングアウトデー）または全国カミングアウトデー（ぜんこくカミングアウトデー）(英語: National Coming Out Day、NCOD)は、自身の性的指向や性同一性をカミングアウトしたレズビアン、ゲイ、バイセクシャル、トランスジェンダー（LGBT）の人々を祝い、人々の認識向上を目的とした記念日、もしくはその日に行われるイベントの名称。毎年10月11日がこの日にあたり、世界中のLGBTコミュニティで祝典などが行われている。アメリカ合衆国で開催された全国イベントに由来しており、英語の「National Coming Out Day」は「全国カミングアウトデー」という意味になる。実質的には国際的な記念日になっており、日本語では「国際カミングアウトデー」という表記も一般的である。

## 歴史
1988年にアメリカの心理学者ロバート・アイヒバーグ(Robert Eichberg)や同国ロサンゼルスのLGBT活動家 Jean O'Learyらによって制定された。10月11日は1987年にワシントンD.C.でゲイ・レズビアンのワシントンマーチが行われた日であり、多くのLGBT活動団体が生まれるきっかけとなったこの日を記念している。
カミングアウトデーを広めるために作られた事務局は、最初カリフォルニア州ウェスト・ハリウッドの「National Gay Rights Advocates」内に置かれた。この年は18州でカミングアウトデーが祝われ、メディアに取り上げられた。翌年にはニューメキシコ州サンタフェに事務所が移り、参加が21州に増加。1990年には全50州と国外の7カ国が参加した。事務局は同年、ヒューマン・ライツ・キャンペーン基金に吸収された。

## 行事
カミングアウトデーでは、集会やパレード、公共空間における情報ブースの設置など様々なイベントが行われている。イベントではLGBTを象徴するピンク・トライアングルやレインボーフラッグといったLGBTQのシンボルがよく用いられている。
現在ではオーストラリアやカナダ、クロアチア、ドイツ、オランダ、ニュージーランド、ポーランド、スイス、イギリスなど多くの国でこの日を記念したイベントが行われている。アメリカではヒューマン・ライツ・キャンペーンがスポンサーとなった『National Coming Out Project』というイベントも開かれている。1995年から Candace Gingrich が同イベントのスポークスマンを務めている。
日本では2017年からカミングアウトデーにLGBTQと職場を考えるカンファレンス「work with Pride」が開催されるようになったほか、2020年には常設の総合LGBTQセンター「プライドハウス東京レガシー」がこの日に合わせてオープンするなど、節目の日になっている。

## 誤解
カミングアウトデーにおける「カミングアウト」は単なる「告白」「打ち明け話」という意味ではないが、カミングアウトデーの背景を知らず「打ち明け話の日」と誤解してしまう事例が日本でたびたび起きている。
2022年のカミングアウトデーでは、日頃から記念日に合わせて話題を投稿している花王のシャンプー「メリット」、自衛隊大阪地方協力本部、宅配寿司「銀のさら」のTwitterアカウントが、「打ち明け話」などの意味と捉えて商品の特徴や自分の特技などをツイートしたところ、一部から「軽々しくマーケティングのツールに使わないで」「カミングアウトの意味分かってない」などと批判され、各アカウントが謝罪した。